# Выборы в Палату представителей США (2026)
Выборы в Палату представителей США 2026 года запланированы на 3 ноября 2026 года, в рамках промежуточных выборов 2026 года во время второго, непоследовательного срока президента Дональда Трампа. Избиратели выберут представителей от всех 435 избирательных округов Конгресса в каждом из 50 штатов США, а также пять из шести делегатов без права голоса от округа Колумбия и обособленных территорий США. В этот день также пройдут многочисленные другие федеральные, региональные и местные выборы, включая выборы в Сенат. Победители этих выборов будут работать в 120-м Конгрессе США , а места в нем будут распределены между штатами на основе переписи населения США 2020 года.

## Изменения границ избирательных округов
В Соединённых Штатах все штаты с несколькими избирательными округами обязаны пересматривать карты своих округов после каждой десятилетней переписи населения с учётом изменений в численности. В 2026 году большинство штатов будут использовать те же округа, созданные в ходе цикла перераспределения округов после переписи 2020 года, которые впервые были использованы на выборах 2022 года. Однако в нескольких штатах карты уже изменились или изменятся, часто из-за юридических проблем, связанных с партийными или расовыми джерримендерингами.
По состоянию на август 2025 года несколько штатов столкнулись с проблемами в отношении своих карт избирательных округов, которые были введены в действие во время цикла перераспределения округов, вызванного результатами переписи 2020 года. В Арканзасе федеральный суд отклонил иск против карты штата, который, как утверждалось, не соответствовал Закону об избирательных правах. Аналогичным образом Верховный суд Флориды также отклонил иск в отношении карты Флориды, постановив, что новый избирательный округ с большинством голосов для чернокожих будет противоречить федеральному закону. В Джорджии всё ещё продолжаются судебные разбирательства в отношении апелляций по недавно составленной карте, которая использовалась на выборах 2024 года. В Луизиане истцы утверждали, что новая карта, которая имела два избирательных округа с большинством голосов для чернокожих, была расовым джерримендерингом, и Верховный суд США приказал пересмотреть аргументы по этому делу. Ожидается, что решение будет принято не раньше 2026 года, что позволит сохранить карту на выборах 2026 года. В Юте дело о партийном джерримендеринге рассматривается в окружном суде штата после того, как Верховный суд Юты встал на сторону истцов, и ожидается, что решение будет вынесено к ноябрю 2025 года. В Висконсине Верховный суд отклонил иск против текущей карты штата, утверждая, что она является незаконным партийным джерримендерингом.

### Внеочередные партийные усилия по перераспределению избирательных округов
Губернатор Техаса Грег Эбботт созвал специальную сессию Легислатуры для перекройки избирательных округов с целью получения ещё 5 мест в пользу республиканцев по просьбе президента Дональда Трампа. План был опубликован 30 июля 2025 года. Аналогичным образом, новая карта требуется в Огайо из-за поправки к конституции штата. Республиканцы контролируют законодательный орган штата и могут нарисовать до 3 республиканских округов плюсом на новой карте, несмотря на то, что поправка к конституции требует, чтобы республиканцы и демократы в законодательном собрании штата голосовали по новой карте конгресса. Губернатор Флориды Рон Десантис выразил заинтересованность в перекройке карты штата, и Палата представителей Флориды создала специальный комитет по перераспределению избирательных округов. Республиканцы также активизировали усилия по перераспределению избирательных округов в Миссури и Индиане, нацеливаясь на одно место демократов в каждом штате. Переговоры о перераспределении избирательных округов также велись в Небраске. Однако губернатор Нью-Гэмпшира Келли Эйотт исключила возможность перераспределения границ избирательных округов.
Демократы пригрозили принять ответные меры против попыток перекройки избирательных округов и заявили о возможности перекройки карты избирательных округов в «синих» штатах. В Калифорнии был подготовлен проект карты, исключающий 5 республиканских округов для противодействия плану Техаса, но он должен быть одобрен на референдуме 4 ноября 2025 года. Губернаторы-демократы Дж. Б. Прицкер из Иллинойса и Уэс Мур из Мэриленда также сохранили возможность перекройки избирательных округов своих штатов, хотя эффективность этих планов спорная, поскольку оба уже считаются джерримендерами. Перекройка избирательных округов также рассматривалась в Нью-Джерси и Нью-Йорке. Однако юридические и политические проблемы делают перекройку избирательных округов до 2026 года крайне маловероятной.
| Штат                          | Статус                               | Примечания | Источник                      | Изменение в партийности | Изменение в партийности | Изменение в партийности |
| Штат                          | Статус                               | Примечания | Источник                      | Д                       | ВК                      | Р                       |
| ----------------------------- | ------------------------------------ | --- | ----------------------------- | ----------------------- | ----------------------- | ----------------------- |
| Арканзас                      | Карта округов осталась без изменений | В деле «Христианско-министерский альянс против Терстона» истцы утверждали, что имел место расовый джерримендеринг, приведший к снижению права голоса чернокожих избирателей путём разделения Литл-Рока на три округа. Дело слушалось в федеральном окружном суде, и коллегия постановила, что оно не является расовым джерримендерингом, отклонив дело. | [ 21 ]                        | ▬                       | ▬                       | ▬                       |
| Калифорния                    | Ожидаются законодательные действия   | В ответ на ситуацию в Техасе в Калифорнии начали рассмотрение новой карты, которая создаст пять новых мест для демократов и укрепит уже имеющиеся. Однако, из-за наличия независимой комиссии штата, карта будет вынесена на референдум 2025 года, проведение которого должно получить одобрение двух третей законодательного собрания. Перераспределение запланировано только в том случае, если Техас успешно примет новую карту в пользу республиканцев. | [ 22 ]                        | TBA                     | TBA                     | TBA                     |
| Флорида                       | Карта округов осталась без изменений | В сентябре 2023 года окружной судья штата постановил, что карта, принятая законодательным собранием штата, дискриминирует чернокожих избирателей, поскольку перекроила ранее мажоритарный 5-й округ, лишив чернокожего большинства. Флорида обжаловала это решение, и карта была восстановлена апелляционным судом. 17 июля 2025 года Верховный суд Флориды пятью голосами против одного постановил сохранить действующую карту, постановив, что создание мажоритарного округа для чернокожих нарушит федеральное Положение о равной защите.                                                                        | [ 23 ] [ 24 ] [ 25 ]          | ▬                       | ▬                       | ▬                       |
| Джорджия                      | Судебное разбирательство в процессе  | 26 октября 2023 года федеральный окружной судья постановил, что округа Джорджии подверглись расовому джерримендерингу, и распорядился о создании новой карты с дополнительным округом с преобладанием чернокожего населения. Для выборов 2024 года была составлена новая карта, однако она была обжалована в окружном суде, который заслушал устные доводы в январе 2025 года. | [ 26 ]                        | TBA                     | TBA                     | TBA                     |
| Луизиана                      | Карта округов осталась без изменений | Верховный суд США рассмотрел аргументы против новой карты округов Луизианы, составленной в 2024 году. Эта карта создала ещё один округ с преобладанием чернокожего населения, поскольку группа «избирателей не афроамериканского происхождения» оспаривает её как расовый джерримендеринг. Верховный суд распорядился пересмотреть аргументы по делу и, как ожидается, скоро вынесет решение, оставив действующую карту округов в силе до выборов 2026 года. | [ 27 ]                        | ▬                       | ▬                       | ▬                       |
| Огайо                         | Ожидаются законодательные действия   | В 2018 году избиратели Огайо внесли поправки в конституцию, установив процедуру, требующую голосования как республиканцев, так и демократов в законодательном собрании штата по новой карте округов. Однако в ходе цикла перераспределения избирательных округов в 2020 году демократы не поддержали предложение республиканцев, что привело к необходимости разработки новой карты в 2025 году. | [ 28 ]                        | TBA                     | TBA                     | TBA                     |
| Техас                         | Ожидаются законодательные действия   | В начале 2025 года появились сообщения о том, что администрация Трампа настоятельно рекомендовала представителям Техаса произвести перекройку избирательных округов. После этого состоялась встреча делегации республиканцев Техаса в Конгрессе для обсуждения перераспределение избирательных округов для обеспечения дополнительных мест для республиканцев. 9 июля губернатор Грег Эбботт официально добавил перераспределение избирательных округов в число законодательных приоритетов специальной сессии, которая должна была состояться позднее в июле, с целью создания пяти новых мест для республиканцев. | [ 29 ] [ 30 ] [ 31 ]          | TBA                     | TBA                     | TBA                     |
| Юта                           | Судебное разбирательство в процессе  | В июле 2023 года Верховный суд штата Юта рассмотрел дело «Лига женщин-избирательниц против Легислатуры штата Юта», в котором утверждалось, что Легислатура штата Юта нарушила принятое гражданами предложение о борьбе с джерримендерингом, разделив избирателей округа Солт-Лейк по всем четырём округам штата Юта. Дело было возвращено в окружной суд штата, который провёл слушание 31 января 2025 года. Решение ещё не вынесено. | [ 32 ]                        | TBA                     | TBA                     | TBA                     |
| Висконсин                     | Карта округов осталась без изменений | 8 мая 2025 года в Верховный суд штата Висконсин был подан иск, оспаривающий избирательные округа штата, основанный на партийном джерримендеринге в пользу республиканцев. 25 июня 2025 года суд отклонил иск. | [ 33 ]                        | ▬                       | ▬                       | ▬                       |
| Без изменений (на 16.08.2025) | Без изменений (на 16.08.2025)        | Без изменений (на 16.08.2025) | Без изменений (на 16.08.2025) | ▬                       | ▬                       | ▬                       |